# Euro Winners Cup
Euro Winners Cup es un torneo de fútbol playa que reúne a clubes campeones de ligas europeas. La primera edición del evento se llevó a cabo en Riviera delle Palme, San Benedetto del Tronto, Italia, en el año 2013.

## Historia
En el mes de octubre del año 2012, Beach Soccer Worldwide (BSWW) y la comuna de San Benedetto del Tronto, firmaron un acuerdo para realizar la primera edición de un evento regional europeo entre clubes campeones de diferentes ligas del continente. El convenio contó con la presencia de Ferdinando Arcopinto, de la Lega Nazionale Dilettanti, el gerente general de BSWW, Gabino Renales, y el asesor deportivo de la comuna, Marco Curzi.

## Ediciones
| Año          | Sede                     | Campeón         | Final Resultado | Subcampeón   | Tercer lugar    | Resultado  | Cuarto lugar          |
| ------------ | ------------------------ | --------------- | --------------- | ------------ | --------------- | ---------- | --------------------- |
| 2013 Detalle | San Benedetto del Tronto | Lokomotiv Moscú | 3:0             | Griffin      | Beşiktaş        | 3:1        | Grasshoper            |
| 2014 Detalle | Catania                  | BSC Kristall    | 2:0             | Milano BS    | Braga           | 4:1        | Sable Dancers Bern    |
| 2015 Detalle | Catania                  | BSC Kristall    | 6:2             | Catania      | FC Vybor        | 3:2 (e.t.) | Lokomotiv Moscú       |
| 2016 Detalle | Catania                  | Viareggio       | 6:6 (7-6 pen.)  | Artur Music  | Braga           | 5:4        | Catania               |
| 2017 Detalle | Nazaré                   | Braga           | 8:5             | Artur Music  | Lokomotiv Moscú | 5:4        | FC Delta Saratov      |
| 2018 Detalle | Nazaré                   | Braga           | 3:3 (5-4 pen.)  | BSC Kristall | KP Łódź         | 4:3        | Lokomotiv Moscú       |
| 2019 Detalle | Nazaré                   | Braga           | 6:0             | KP Łódź      | Levante UD      | 7:6        | FC Delta Saratov      |
| 2020 Detalle | Nazaré                   | BSC Kristall    | 3:3 (1-0 pen.)  | Braga        | Real Münster    | 7:6        | Marbella              |
| 2021 Detalle | Nazaré                   | BSC Kristall    | 6:3             | Braga        | San Francisco   | 7:4        | Real Münster          |
| 2022 Detalle | Nazaré                   | Benfica Loures  | 3:1             | Braga        | Kfar Qassem     | 7:2        | Grande-Motte Pyramide |
| 2023 Detalle | Nazaré                   | Kfar Qassem     | 2:2 (5-3 pen.)  | Pisa 2014    | ACD O Sótão     | 3:2        | Huelva                |
| 2024 Detalle | Nazaré                   | Braga           | 5:3             | Pisa 2014    | ACD O Sótão     | 7:4        | Huelva                |

### Títulos por equipo
| Equipo                | Campeón                    | Subcampeón           | Tercer lugar   | Cuarto lugar   |
| --------------------- | -------------------------- | -------------------- | -------------- | -------------- |
| Braga                 | 4 (2017, 2018, 2019, 2024) | 3 (2020, 2021, 2022) | 2 (2014, 2016) | 0              |
| BSC Kristall          | 4 (2014, 2015, 2020, 2021) | 1 (2018)             | 0              | 0              |
| Lokomotiv Moscú       | 1 (2013)                   | 0                    | 1 (2017)       | 2 (2015, 2018) |
| Kfar Qassem           | 1 (2023)                   | 0                    | 1 (2022)       | 0              |
| Viareggio             | 1 (2016)                   | 0                    | 0              | 0              |
| Benfica Loures        | 1 (2022)                   | 0                    | 0              | 0              |
| Artur Music           | 0                          | 2 (2016, 2017)       | 0              | 0              |
| Pisa 2014             | 0                          | 2 (2023, 2024)       | 0              | 0              |
| KP Łódź               | 0                          | 1 (2019)             | 1 (2018)       | 0              |
| Catania               | 0                          | 1 (2015)             | 0              | 1 (2016)       |
| Griffin Kiev          | 0                          | 1 (2013)             | 0              | 0              |
| Milano BS             | 0                          | 1 (2014)             | 0              | 0              |
| ACD O Sótão           | 0                          | 0                    | 2 (2023, 2024) | 0              |
| Real Münster          | 0                          | 0                    | 1 (2020)       | 1 (2021)       |
| Beşiktaş              | 0                          | 0                    | 1 (2013)       | 0              |
| Vybor                 | 0                          | 0                    | 1 (2015)       | 0              |
| Levante               | 0                          | 0                    | 1 (2019)       | 0              |
| San Francisco         | 0                          | 0                    | 1 (2021)       | 0              |
| Delta Saratov         | 0                          | 0                    | 0              | 2 (2017, 2019) |
| Huelva                | 0                          | 0                    | 0              | 2 (2023, 2024) |
| Grasshoppers          | 0                          | 0                    | 0              | 1 (2013)       |
| Sable Dancers Bern    | 0                          | 0                    | 0              | 1 (2014)       |
| Marbella              | 0                          | 0                    | 0              | 1 (2020)       |
| Grande-Motte Pyramide | 0                          | 0                    | 0              | 1 (2022)       |

### Títulos por país
| País     | Campeón | Subcampeón | Tercer lugar | Cuarto lugar |
| -------- | ------- | ---------- | ------------ | ------------ |
| Portugal | 5       | 3          | 4            | 0            |
| Rusia    | 5       | 1          | 1            | 4            |
| Italia   | 1       | 4          | 0            | 1            |
| Israel   | 1       | 0          | 1            | 0            |
| Ucrania  | 0       | 3          | 1            | 0            |
| Polonia  | 0       | 1          | 1            | 0            |
| España   | 0       | 0          | 2            | 3            |
| Alemania | 0       | 0          | 1            | 1            |
| Turquía  | 0       | 0          | 1            | 0            |
| Suiza    | 0       | 0          | 0            | 2            |
| Francia  | 0       | 0          | 0            | 1            |

## Premios y reconocimientos
| Año  | Goleador                        | Goles | Mejor jugador                   | Mejor portero                     | Ref. |
| ---- | ------------------------------- | ----- | ------------------------------- | --------------------------------- | ---- |
| 2013 | Dejan Stankovic ( Grasshoppers) | 13    | Egor Shaykov ( Lokomotiv Moscú) | Vitalii Sydorenko ( Griffin Kyiv) |      |
| 2014 | Léo Martins ( Milano)           | 13    | Bruno Xavier ( Kristall)        | Dona ( Braga)                     |      |
| 2015 | Ihar Brishtel ( Vybor)          | 14    | Datinha ( Kristall)             | Simone Del Mestre ( Catania)      |      |
| 2016 | Gabriele Gori ( Viareggio)      | 18    | Rodrigo ( Catania)              | Vitalii Sydorenko ( Artur Music)  |      |
| 2017 | Gabriele Gori ( Viareggio)      | 18    | Mauricinho ( Braga)             | Vitalii Sydorenko ( Artur Music)  |      |
| 2018 | Llorenç Gómez ( Kfar Qassem)    | 16    | Mauricinho ( Kristall)          | Dona ( Braga)                     |      |
| 2019 | Gabriele Gori ( Artur Music)    | 26    | Jordan Santos ( Braga)          | Dariusz Słowiński ( KP Łódź)      |      |
| 2020 | Llorenç Gómez ( Artur Music)    | 22    | Mauricinho ( Kristall)          | Rafa Padilha ( Braga)             |      |
| 2021 | Bernardo Lopes ( GRAP)          | 18    | Mauricinho ( Kristall)          | Maxim Chuzhkov ( Kristall)        |      |
| 2022 | Filip Filipov ( Husty)          | 17    | Luis Henrqiue ( Benfica Loures) | Elinton Andrade ( Benfica Loures) |      |
| 2023 | Bokinha ( Atlas AO)             | 18    | Bruno Xavier ( Pisa 2014)       | Eliott Mounoud ( Kfar Qassem)     |      |
| 2024 | Chiky Ardil ( O Sótão)          | 15    | Filipe Silva ( Braga)           | Leandro Casapieri ( Pisa 2014)    |      |